# Oenpellipython
Der Oenpellipython (Nyctophilopython oenpelliensis, Syn.: Morelia oenpelliensis, Nawaran oenpelliensis, Python oenpelliensis, Simalia oenpelliensis), auch Oenpelli-Python, ist eine Art aus der Familie der Pythons (Pythonidae).
Die Art ist nach der Ortschaft Oenpelli im australischen Northern Territory benannt.

## Merkmale
Mit einer durchschnittlichen Länge von 2 bis 3 Metern und einer Maximallänge von über 4 Metern gehört der Oenpellipython zu den größten Schlangenarten Australiens. Der Kopf ist langgestreckt und deutlich vom Hals abgesetzt. Der Körper ist auffällig schlank für einen Python und seitlich zusammengedrückt. Der Rücken ist rehbraun gefärbt, die Flanken sind blassgrau, der Bauch cremefarben bis gelblich. Als Zeichnung trägt die Art unregelmäßig geformte dunkle Flecken und Tupfen in vier bis sechs Längsreihen. Der Kopf trägt braune Schläfenstreifen, die Oberseite kann einfarbig oder gefleckt sein.
Der Frontalschild ist groß und ungeteilt, teilweise geteilt oder vollständig in drei oder vier Schilde geteilt. Davor liegen 15 bis 35 kleine Schilde, die an die hintere Präfrontale grenzen. Das vordere Paar Präfrontalia grenzt an ein Paar Internasalschilde. Das große Auge ist von 5 bis 8 Prä- und 5 bis 7 Postocularschilden umgeben. Es sind 27 bis 50 Lorealschilde vorhanden. Wärmesinnesgruben liegen auf dem Rostralschild und auf den ersten sechs bis sieben der 22 bis 25 Infralabialschilde und fehlen auf den 13 bis 16 Supralabialschilden. Der Rumpf weist 70 Reihen glatter Schuppen in schrägen Reihen, 429 bis 445 Ventralschilde und 155 bis 163 meist geteilte Subkaudalschilde und einen ungeteilten Analschild auf.

## Verbreitung und Lebensweise
Der Oenpellipython kommt endemisch im westlichen Arnhemland im australischen Northern Territory vor. Der Lebensraum umfasst die verwitterten Sandsteinmassive und Trockenwälder sowie einige Flecken Monsunwald.
Die Art lebt sowohl am Boden als auch auf Bäumen und ernährt sich vorwiegend von mittelgroßen bis großen Säugetieren, insbesondere Opossums und Kängurus. Tagsüber verstecken die Tiere sich in Felsspalten, Höhlen oder großen Baumstümpfen. Über die Fortpflanzung ist wenig bekannt, in Gefangenschaft wurden Gelege aus 4 bis 9 Eiern beobachtet.